# Franz Koppel-Ellfeld

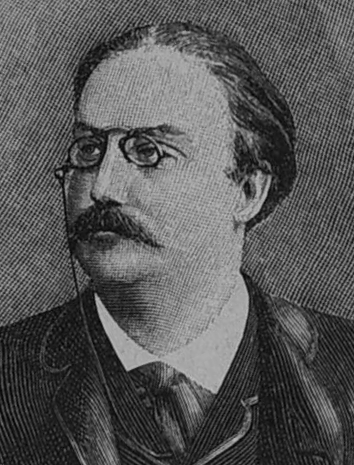
Franz Koppel-Ellfeld (vor 1890)

Franz Koppel (-Ellfeld) (* 7. Dezember 1838 in Eltville am Rhein; † 16. Januar 1920 in Dresden) war ein deutscher Dichterjurist und Dramaturg in Dresden.

## Leben
Koppel war der einzige Sohn des Eltviller Gutsbesitzers Johannes Koppel und seiner Frau Luise geb. Strüvy. Er begann an der Eberhard Karls Universität Tübingen Geschichte und Philosophie zu studieren und wurde 1859 im Corps Suevia Tübingen aktiv. Er wechselte zur Rechtswissenschaft und ging zum Wintersemester 1859/60 an die Universität Leipzig. Dort schloss er sich (mit Nikolaus von Baudissin und Albin Le Maistre) auch dem Corps Misnia Leipzig an. Schließlich ging er an die Ruprecht-Karls-Universität Heidelberg, an der er zum Dr. iur. promoviert wurde. Nach Abschluss des Studiums heiratete er am 17. Januar 1865 in Dresden (Maria Theresia) Irene Schaeuffelen (1846–1921). Sie war Tochter des Unternehmers Gustav Schaeuffelen und seiner zweiten Frau Auguste Luise geb. Seyffer. Durch die „gute Partie“ finanziell unabhängig geworden, gab er den Wunsch Diplomat zu werden auf. Nach der einjährigen Hochzeitsreise ließ sich das Ehepaar in München nieder. Paul Heyse, Friedrich Bodenstedt und Emanuel Geibel wurden Freunde des Hauses.
Aus Enttäuschung über den Misserfolg seines Erstlingsromans Zwei Brüder in Jesu verließ er München. Vorübergehend in Heilbronn, der Heimat seiner Frau, begab er sich auf eine mehrmonatige Reise durch Spanien. Danach reiste er über Schweden und Norwegen zum Nordkap. Im Frühjahr 1869 erwarb er ein großes Haus in Dresden, das ab 1871 Treffpunkt des literarischen Kreises der Vierzehner wurde. Den Gartenpavillon überließ er Hans von Marées, der bis zur Übersiedlung nach Florenz ein ständiger Gast des Hauses wurde. 1871 habilitierte Koppel sich am Polytechnikum Dresden für Kulturgeschichte. Nach fünf Jahren als Privatdozent wurde er 1876 zum a.o. Professor ernannt. Als sein Spartakus 1875 am Königlichen Hoftheater Dresden durchfiel, entfremdeten sich die Ehegatten. Koppels Frau sah ihren Wunsch nach einem sehr berühmten Mann unerfüllt. Sie ließ sich scheiden und heiratete 1877 in Florenz Adolf von Hildebrand.
Koppel gab seine Professur auf und wechselte zum Journalismus. 1877 wurde er Feuilletonredakteur bei der Dresdner Zeitung, später Kritiker für Schauspiel bei den Dresdner Nachrichten. Dabei blieb er Bühnendichter. In jener Zeit legte er sich den Namen Ellfeld nach seinem Geburtsort Eltville zu, um nicht mit dem Dramatiker Ernst Koppel verwechselt zu werden. Er wurde im April 1890 Dramaturg am Dresdner Hoftheater und erhielt im Oktober 1890 den Ehrentitel Intendanzrat.

„König Albert schätzte den vielgewandten, witzigen, spielend schaffenden Journalisten sehr. Als sechs Jahre später in seinem Leben eine Trübung eintrat, gab er seine Stellung auf und schied Ende Oktober 1896 aus dem Verband des Hoftheaters. Fortan zog er, der schon früher seinen einzigen Sohn verloren hatte, sich zurück und lebte in stiller Beschaulichkeit und geselliger Mitteilsamkeit nur noch dem eigenen Schaffen.“

Nicht verwirklichen konnte er die Absicht, seine Lebensgeschichte niederzuschreiben unter dem Titel: „Wie ich lebte und gelebt wurde.“ Als Freunde ihn nach seinem 81. Geburtstag besuchten, meinte er:

„Kinder, ihr habt keine Ahnung, wie schön sich’s stirbt. Ich fühle, wie ich langsam hinübergleite, ich fühle, wie ich immer seliger werde.“

## Werke
Stella von Hohenfels-Berger und Jenny Groß spielten gern in Koppels Stücken. Eduard Bloch verlegte einige seiner Bühnenwerke.

„Durch die Zusammenarbeit mit Franz von Schönthan wurde er zu einem der erfolgreichsten Vertreter des französische Vorbilder rezipierenden und sozial entschärfenden Unterhaltungstheaters der Gründerzeit.“

„Eine liebenswürdige Eleganz umgab diese Bühnenwerke; die Charakteristik, die Verse, die Reime waren locker und schmeichlerisch; die Stücke waren unwirklich, waren nur verzierlichte Ausstrahlungen der großen unendlichen Romantik; aber sie hatten jene Leichtigkeit, jene Gabe schöner Frauen, daß man in ihrer Nähe, ihrer spielenden Liebenswürdigkeit die harte, graue Eintönigkeit der Wirklichkeit vergaß.  Den Stempel des Unwirklichen trugen sie immer offen an ihrer Stirn: sie waren Spiel und wollten nie mehr als Spiele sein.“

### Dramen
- Das Ende des Schill. Ein Trauerspiel in fünf Aufzügen. Mäntler, Stuttgart 1864.
- Bange machen gilt nicht. Lustspiel in 5 Acten. Lehmann, Dresden 1870. (Digitalisat)
- Marguerite. Schauspiel in fünf Aufzügen. Pierson, Dresden und Leipzig 1887. (Digitalisat) Neudruck NabuPress 2010.
- Auf Kohlen. Original-Lustspiel in vier Akten'. Mutze, Leipzig 1873. (Digitalisat)
- Welcher Maier? Schwank in einem Aufzug. Schulze, Dresden 1876.
- Spartakus. Ein Trauerspiel in fünf Aufzügen. Schulze, Dresden 1876. (Digitalisat)
- Gorilla oder Chimpanse. Schwank in einem Aufzug. Pierson, Dresden 1877.
- Albrecht der Beherzte. Romantisches vaterländisches Schauspiel in 4 Aufzügen. Verlag der Literarischen Gesellschaft, Leipzig 1889. (Digitalisat)
- Die Feuertaufe, Festspiel zur Feier des 50jährigen Offizier-Jubiläums ... des Königs Albert. Schottlaender, Breslau 1893.
- Der süße Fratz. Episode. Schottlaender, Breslau 1894.
- Gift und Galle. Schwank in 4 Aufzügen. Berlin 1895.
- Ein Don Juan-Examen. Humoreske. Thiel, Leipzig 1881.
- (Mit Franz von Schönthan): Renaissance. Lustspiel in drei Akten. Freund & Jeckel, Berlin 1897.
- Rosenwacht. Lustspiel in einem Aufzuge. Bloch, Berlin 1900.
- (Mit Franz von Schönthan): Die gold’ne Eva. Lustspiel in 3 Akten. Bloch, Berlin 1902.
- (Mit Franz von Schönthan): Florio und Flavio. Ein Schelmenstück und Liebesspiel. Bloch, Berlin 1902.
- Der Löwenanteil. Heiteres Spiel in 3 Aufzügen. Berlin 1907.
- (Mit Franz von Schönthan): Komtesse Guckerl. Lustspiel in 3 Akten. Bloch, Berlin 1906.
- (Mit Franz von Schönthan): Frau Königin. Spiel in 2 Abteilungen. Bloch, Berlin 1902.
- Die Regie des Zufalls. Lustspiel in 4 Akten. Dresden 1890.

### Operntexte
- für Reinhold Becker (1842–1924): Frauenlob. Oper in 3 Akten. veröffentlicht Leipzig 1910.
- für Karl Grammann: Neutraler Boden. Oper in 1 Akt. 1890.
- für Karl von Kaskel: Hochzeitmorgen. Oper in einem Aufzug. 1883.

### Sonstiges
- Cervantes auf der Fahrt. Ein Gedicht. Kröner, Stuttgart 1865.
- Zwei Brüder in Jesu, Roman. Kröner, Stuttgart 1867.
- Der Frühmesser. Erzählung.